# 데이비슨-거머 실험
데이비슨-거머 실험(Davisson–Germer experiment)은 1927년에 클린턴 데이비슨과 레스터 거머가 한 실험으로, 전자같은 입자들이 파동의 성질을 가지고 있다는 드브로이 가설을 검증하였다.
이 파동-입자 이중성의 증거는 역사적으로 양자 역학과 슈뢰딩거 방정식의 발달에 중요하였다.

## 역사
1924년 루이 드 브로이는 모든 물질이 광자의 파동-입자 이중성을 보인다는 제안을 담은 논문을 발표하였다. 드 브로이에 따르면, 모든 물질과 모든 복사는에서는 똑같이, 입자의 에너지 'E'를 연관된 파동의 주파수 ν와 플랑크 관계
{\displaystyle E=h\nu \,}
로 표현할 수 있으며, 입자의 운동량, p은 드브로이 관계로 알려진 식에 의해 파장, λ로 표현된다.
{\displaystyle p={\frac {h}{\lambda }},}
여기에서 h는 플랑크 상수이다.
1926년 발터 엘자서(Walter Maurice Elsasser)는 X-선의 파동적 특성이 고체 결정의 X-선 산란 실험들에 의해 증명되었듯이, 물질의 파동적 특성은 고체 결정의 전자 산란 실험에 의해 조사될 수 있다고 설명했다.

1927년 벨 연구소에서, 클린턴 데이비슨과 레스터 거머는 니켈 결정에 느리게 움직이는 전자들을 쏘았다.

반사된 전자의 각도에 따른세기가 측정되었고, X-선에서 브래그에 의해 예측된 것과 같은 회절 현상으로 판명되었다.
이 현상은 조지 패짓 톰슨에 의해 재현되었다.
이 실험은 물질도 파동같은 행동을 보인다는 드브로이 가설을 증명하였다.
이 결과와 아서 콤프턴의 콤프턴 산란 실험은 파동-입자 이중성 가설을 세웠고, 이는 양자 이론의 근본적인 단계가 되었다.

## 실험
실험은 전자 총(electron gun)에서 니켈 결정에 수직으로 입사하도록 발사되는 전자 빔으로 구성된다.
전자 총은 전위차 V로 가속된 (eV의 운동에너지를 갖는(e는 전자의 전하)) 전자들이 열적으로 방출되는 가열된 필라멘트로 구성된다.
전자 검출기는 θ = 50°의 각도에 위치시키고, 그 각도에서 산란된 전자의 수를 측정한다.
드브로이의 관계에 의하면, 54 eV의 빔은 0.165 nm의 파장을 갖는다.이것은 브래그 법칙의 예측과 잘 맞는다.
{\displaystyle n\lambda =2d\sin \left(90^{\circ }-{\frac {\theta }{2}}\right),}
여기에서 n = 1, θ = 50°, 그리고 X-선 산란 실험을 통해 얻은 니켈 평면들의 거리 (d = 0.091 nm)
 가 사용되었다.

## 같이 보기
- 드브로이 파장